# Rieko Kodama
Rieko Kodama (小玉 理恵子, Kodama Rieko, maio de 1963 — 9 de maio de 2022), também conhecida como Phoenix Rie, foi uma artista
japonesa designer de arte de jogos eletrônicos, diretora, e produtora empregada pela Sega. É uma das primeiras artistas femininas de renome na indústria, juntando-se à Sega como designer gráfica em 1984. Kodama é conhecida principalmente pelo seu trabalho em role-playing games (RPGs), incluindo a franquia original Phantasy Star, a franquia 7th Dragon, e Skies of Arcadia, (2000). É também conhecida pelas suas contribuições artísticas para jogos de Master System e Mega Drive, incluindo Altered Beast (1988), e Sonic the Hedgehog (1991). Embora tenha começado como desenhista gráfica, acabou por subir para o posto de diretora e depois para o de produra de jogos eletrônicos, papel que manteve até a sua morte.
Kodama é frequentemente reconhecida como uma das primeiras criadoras de jogos de sucesso, inclusive pela revista de jogos Nintendo Power, que a apelidou de "Primeira Dama dos RPGs". Sobre isso, muitas vezes ela é questionada sobre o que pensa sobre a relação entre mulheres e jogos eletrônicos. Kodama acredita que mais mulheres estão gradualmente se interessando pela cultura dos jogos porque elas estão crescendo ao redor deles como meninas. Embora ela não crie jogos estritamente para o público feminino, ela cria personagens que são atraentes para homens e mulheres e evita incluir elementos que tratam as mulheres de forma injusta.

## Infância e educação
Rieko Kodama nasceu em Yokosuka, Kanagawa, Japão em maio de 1963. Ela gostava de jogar fliperama quando criança. No colégio, Kodama se interessou em criar materiais publicitários. Depois de entrar na faculdade, ela se sentiu indecisa entre seguir estudos em arte ou arqueologia, já que se interessava por egiptologia.   Em sua indecisão, ela reprovou em todas as matérias. Ela se lembrou de seu interesse original pela publicidade e decidiu se dedicar totalmente à sua paixão pela arte, matriculando-se em um programa de design publicitário em uma escola de comércio. Ela logo começou a se interessar por design gráfico e quis continuar fazendo seu próprio trabalho, em vez de alardear trabalhos de terceiros, como no ramo da publicidade. A indústria de jogos eletrônicos chamou sua atenção como sendo um campo emergente. Os consoles de jogos domésticos ainda eram novos (o Famicom tinha acabado de ser lançado) e a maior parte da indústria ainda estava no campo dos fliperamas. A indústria despertou a curiosidade de Kodama, pois ela raramente ia aos fliperamas e sentiu que sua falta de familiaridade com o meio seria uma boa maneira de se desafiar.

## Carreira

### Primeiros trabalhos
Kodama foi contratada pela Sega em 1984 por meio de um de seus colegas que já trabalhava lá. Ela originalmente achou que trabalharia com publicidade e design gráfico, mas depois de ver o departamento de desenvolvimento de jogos, ela sentiu que também seria divertido. Ela logo aprendeu a criar gráficos com Yoshiki Kawasaki, o artista de sprites por trás de Flicky (1984). Seu primeiro trabalho foi como designer de personagens para o jogo de arcade Champion Boxing (1984). Ela continuou a trabalhar em outros jogos de arcade, como Sega Ninja (1984). Como os tempos de desenvolvimento eram curtos e a Sega tinha pouca equipe de design, Kodama às vezes trabalhava em cinco a seis jogos ao mesmo tempo. Ela fez arte para Alex Kidd em Miracle World (1986) para o Master System, e estava "profundamente envolvida" com as versões de arcade e Master System de 1986, e criou arte para o porte do Master System de Fantasy Zone II: The Tears of Opa-Opa (1987).  Kodama receberia pequenos pedidos para projetar sprites para outros projetos diariamente, como o dragão de Miracle Warriors: Seal of the Dark Lord (1987) e um inimigo para o porte de The Black Onyx para SG-1000 (1987). Kodama também atuou como editora de um boletim informativo japonês da Sega, o Sega Players Enjoy Club (SPEC).
Kodama se autodenominou "Phoenix Rie", "Phenix Rie" [sic], ou alguma variação próxima em muitos de seus primeiros trabalhos. Isso porque, na época, a Sega não permitia que os desenvolvedores colocassem seus nomes reais em seus jogos. O pseudônimo é baseado em um personagem de mangá.

### Phantasy Star
Com a popularidade da série de jogos Dragon Quest da Enix no Famicom em meados da década de 80, a Sega formou uma equipe de várias pessoas para desenvolver um RPG concorrente para o Master System, intitulado de Phantasy Star (1987). Kodama serviu como a artista principal para o jogo, projetando os personagens, os ambientes 2D, os planos de fundo da tela de batalha, personagens não jogáveis e outros detalhes. Star Wars é uma das séries de filmes favoritas de Kodama e foi uma inspiração significativa para ela ao projetar a arte de Phantasy Star . Ela gostou da maneira como Star Wars pegou elementos da cultura japonesa e asiática e a infundiu com um cenário de ficção científica. Seguindo essa noção, ela deu ao mundo da ficção científica de Phantasy Star um toque de folclore ocidental e deu aos personagens roupas medievais.
Uma das principais filosofias de design de Phantasy Star era fazer as coisas de forma diferente dos RPGs existentes, particularmente da franquia Dragon Quest, que ela acreditava ser muito simples e pura para um mundo de fantasia. Um desses desafios para diferenciar Phantasy Star era criar uma heroína. A protagonista feminina Alis e outro personagem, Lutz, foram desenhados por Kodama. Outros personagens, assim como os monstros do jogo, foram projetados por outras pessoas. Nos rascunhos da história original, Lutz foi escrito como intersexo e poderia se tornar homem ou mulher mais tarde no jogo. Ela achou isso interessante, então optou por dar a Lutz uma aparência andrógina na versão final. Neste jogo e nos jogos posteriores de Phantasy Star, Kodama gostava de criar um elenco de personagens unidos por um propósito comum, independentemente do gênero, espécie ou planeta natal.
Phantasy Star foi um sucesso comercial e crítico e um título de referência para a indústria e o gênero RPG. Anos depois, Kodama continuou seu trabalho na série Phantasy Star. Ela novamente liderou o design gráfico de Phantasy Star II (1989) e mais tarde dirigiu Phantasy Star IV: The End of the Millennium (1993). Ela ajudou durante os estágios de planejamento de Phantasy Star III: Generations of Doom (1990). Ela também supervisionou o desenvolvimento das compilações Phantasy Star Collection, bem como os remakes de Phantasy Star e Phantasy Star II para o PlayStation 2.

### Trabalho posterior
Além de trabalhar na série Phantasy Star durante a era do Mega Drive, Kodama criou obras de arte para outros jogos da Sega, incluindo as versões para Mega Drive de SpellCaster (1988), Altered Beast (1988), Alex Kidd in the Enchanted Castlel (1989), Sorcerian (1987), Shadow Dancer (1989), Sonic the Hedgehog (1991) e Sonic 2 (1992). Após seu sucesso na direção de Phantasy Star IV, ela dirigiu Magic Knight Rayearth (1995), um RPG para o Sega Saturn baseado na série de mangá de mesmo nome. Ela estava envolvida em todos os aspectos do jogo, incluindo vendas e marketing.
Kodama logo se tornou uma produtora na divisão de Overworks da Sega e liderou o desenvolvimento de Skies of Arcadia, um RPG aclamado pela crítica lançado para o  Dreamcast em 2000. Como seu primeiro RPG 3D, Kodama sentiu que sua liberdade de expressão havia se expandido. O projeto começou porque sua equipe queria criar um RPG totalmente 3D para o Sega Saturn. O projeto foi movido para o Dreamcast quando o conteúdo se tornou muito grande para o Saturn processar. De acordo com a Kodama, um elemento definidor durante o desenvolvimento foi não confiar em gráficos avançados e particularmente nos filmes CGI que eram populares nos jogos da época, os quais Kodama sentiu que tiraram o controle do jogador. Kodama afirmou que Skies of Arcadia junto com a série Phantasy Star foram seus projetos favoritos.
Em meados dos anos 2000, Kodama atuou como produtora de jogos de educação e entretenimento de "treinamento cerebral" para Nintendo DS e PlayStation Portable. Mais recentemente, ela liderou a produção da série 7th Dragon. A série inclui 7th Dragon para o Nintendo DS, 7th Dragon 2020 e 7th Dragon 2020-II para o PlayStation Portable, e 7th Dragon III Code: VFD para o Nintendo 3DS. Ela agora é a produtora principal da série Sega Ages.

## Legado
Kodama conquistou reconhecimento como uma das primeiras mulheres desenvolvedoras de jogos eletrônicos. A revista The Next Level a chamou de uma das primeiras mulheres artistas de jogos eletrônicos, e a Nintendo Power a apelidou de "Primeira Dama dos RPGs". Por causa desse reconhecimento, muitas vezes ela é questionada sobre sua opinião sobre o papel das mulheres como desenvolvedoras e consumidoras de jogos, e sobre a representação das mulheres nos jogos.
Kodama acredita que as mulheres estão gradualmente se interessando mais pelos jogos. Ela observou que mais meninas estão crescendo ao redor de jogos e, portanto, estão mais dispostas a comprá-los ou entrar na indústria quando forem mais velhas. Em particular, ela acredita que as meninas que gostam de RPGs terão um desejo maior de trabalhar na indústria. Ela também acha que é mais comum as mulheres japonesas entrarem no campo do que outras mulheres, porque as meninas gostam mais de jogos lá do que em outros países. Em 2010, ela disse que achava que havia mais jogadoras no Japão do que jogadores, devido ao aumento de jogos centrados na culinária e na moda.
Embora Kodama não projete seus jogos exclusivamente para o público feminino, ela evita incluir elementos que tratem as mulheres de forma injusta. Ela afirma que muitos jogos glorificam a violência e a guerra, o que atrai esmagadoramente os jogadores do sexo masculino, então as empresas devem estar atentas e incluir elementos que agradem a ambos os sexos se quiserem uma base maior de jogadoras do sexo feminino. Com o tempo, ela descobriu que há mais mulheres obstinadas nos jogos centrados no público feminino. Ao fazer personagens femininos, ela deseja fazer personagens com os quais ambos os sexos possam se relacionar. No entanto, como a maioria dos jogadores ainda são homens, e a natureza dos RPGs é fazer o jogador se sentir como se fosse o personagem, ela entende por que muitas empresas gravitam em torno de heróis homens.
Kodama recebeu o prêmio na categoria "pioneira" na premiação Game Developers Choice Awards de 2018 por sua longa carreira como artista gráfica, diretora e produtora em vários títulos da Sega. A cerimônia foi realizada na Game Developers Conference 2019 em março de 2019. Embora Kodama não desenhe mais recursos de arte diretamente para seus jogos, ela pinta e faz artesanatos e acessórios em seu tempo livre. Ela também é fã de Dungeons & Dragons e do personagem Raistlin Majere da série Dragonlance. Ela joga os jogos de mesa de D&D e lê seus romances. Ela gosta da maneira como os dragões são retratados com diferentes personalidades na fantasia ocidental, o que é diferente dos dragões na cultura japonesa. Em 2003, Kodama disse que seu jogo favorito era Final Fantasy IV.

## Morte
Kodama morreu no dia 9 de maio de 2022. Sua morte só foi divulgada no dia 27 de outubro. A Sega informou que não poderia divulgar mais informações por respeito a seus familiares.

## Trabalhos selecionados

### Como designer gráfico
| Ano  | Título                                  | Plataforma            |
| ---- | --------------------------------------- | --------------------- |
| 1984 | Champion Boxing                         | Arcade                |
| 1985 | Sega Ninja                              | Arcade                |
| 1986 | Alex Kidd no Miracle World              | Master System         |
| 1987 | The Black Onyx                          | SG-1000               |
| 1987 | Quartet                                 | Arcade, Master System |
| 1987 | Zillion                                 | Master System         |
| 1987 | Fantasy Zone II: The Tears of Opa-Opa   | Master System         |
| 1987 | Miracle Warriors: Seal of the Dark Lord | Master System         |
| 1987 | Phantasy Star                           | Master System         |
| 1988 | Hoshi wo Sagashite...                   | Master System         |
| 1988 | SpellCaster                             | Master System         |
| 1988 | Altered Beast                           | Sega Genesis          |
| 1989 | Alex Kidd in the Enchanted Castle       | Sega Genesis          |
| 1989 | Phantasy Star II                        | Sega Genesis          |
| 1989 | Mystic Defender                         | Sega Genesis          |
| 1990 | Sorcerian                               | Sega Genesis          |
| 1990 | Shadow Dancer: The Secret of Shinobi    | Sega Genesis          |
| 1991 | Sonic the Hedgehog                      | Sega Genesis          |
| 1992 | Sonic the Hedgehog 2                    | Sega Genesis          |

### Como diretora
| Ano  | Título                                      | Plataforma  |
| ---- | ------------------------------------------- | ----------- |
| 1993 | Phantasy Star IV: The End of the Millennium | Mega Drive  |
| 1995 | Magic Knight Rayearth                       | Sega Saturn |

### Como produtora
| Ano  | Título                   | Plataforma                        |
| ---- | ------------------------ | --------------------------------- |
| 1998 | Deep Fear                | Sega Saturn                       |
| 2000 | Skies of Arcadia         | Dreamcast                         |
| 2002 | Skies of Arcadia Legends | Game Cube                         |
| 2005 | Project Altered Beast    | Playstation 2                     |
| 2006 | Mind Quiz                | Nintendo DS, PlayStation Portable |
| 2009 | 7th Dragon               | Nintendo DS                       |
| 2011 | 7th Dragon 2020          | PlayStation Portable              |
| 2013 | 7th Dragon 2020-II       | PlayStation Portable              |
| 2015 | 7th Dragon III Code: VFD | Nintendo 3DS                      |